# Dictateur (Rome antique)
Pour les articles homonymes, voir Dictateur.
Le dictateur (en latin classique : dictātǒr, -ōris, masculin) est, durant la République romaine, un magistrat extraordinaire qui détient les pleins pouvoirs (imperium) pour un mandat qui ne peut, à l'origine, excéder six mois. Selon la tradition, la fonction aurait été instituée en 501 av. J.-C. pour répondre à une situation d'urgence militaire, mais on pense qu'un magister populi (littéralement « maître du peuple ») existe déjà sous la Royauté.
Le titre de dictateur est aussi celui porté par le premier magistrat de cités du Latium comme Aricia, Lanuvium, Nomentum, Tusculum,,, Sutrium, Fabrateria Vetus ou Albe la Longue.
La dictature évolua tout au long de la République jusqu'aux dictatures exceptionnelles de Sylla et César qui s'affranchissent des limitations originelles et s'octroient des pouvoirs démesurés. La dictature est abolie par Marc Antoine, dès l'assassinat de Jules César.

## Les premiers dictateurs

### Lemagister populi
À l'époque royale, lorsque le roi ne peut pas quitter Rome et mener l'armée en campagne lui-même, il nomme un magister populi à qui il confie temporairement le commandement de l'armée,,. Ce « maître du peuple » est peut-être déjà assisté par un magister equitum, un « maître de la cavalerie ».

### Les dictateurs latins
Dans de nombreuses cités latines, c'est un dictateur qui a succédé à l'ancienne royauté après que le roi ait été renversé. Le magistrat qui dirige la Ligue latine, confédération que forment les principales villes du Latium, porte également le titre de dictateur (dictator Latinus).

## La dictature sous la République

### Désignation
Pour gérer une situation d'urgence le plus efficacement possible, après un désastre militaire ou durant une crise politique interne par exemple, les Romains instaurent dès la première décennie de la République une magistrature extraordinaire : la dictature. Le dictateur est nommé par un des deux consuls en exercice après que le Sénat a approuvé le principe de la dictature. Le consul le désigne pendant la nuit qui suit la décision du Sénat, afin d'éviter les auspices défavorables, au cours d'une dictio cérémonielle. Le dictateur nouvellement nommé, généralement choisi parmi les anciens consuls, désigne un assistant, le maître de cavalerie (magister equitum), sorte de chef d'état-major,.

### Rôle
Les deux missions du dictateur, d'ordre civil ou militaire, revêtent la même importance aux yeux des Romains. Cicéron, puis plus tard l'empereur Claude dont le discours durant lequel il aborde ce sujet a été conservé par l'intermédiaire de la table de Lyon, associent étroitement ces deux missions qui justifient selon eux l'instauration d'une dictature.
Les sources antiques mentionnent des exemples de nominations de dictateur sans que Rome ne traverse nécessairement une période de dangers militaires. La nomination d'un dictateur peut en effet se révéler indispensable pour des urgences civiles comme la tenue des comices en l'absence de consuls ou pour mener à bien certains rites, comme la cérémonie du plantage d'un clou exécutée en 331 av. J.-C. par un dictateur.

« [...] comme les antiques traditions des annales rapportaient qu'autrefois, lors des sécessions de la plèbe, le dictateur avait planté un clou, et que cette solennité expiatoire avait ramené à la raison les esprits des hommes aliénés par la discorde, on s'empressa de créer un dictateur pour planter le clou. On créa Cnaeus Quinctilius, qui nomma Lucius Valerius maître de la cavalerie. Le clou planté, ils abdiquèrent leurs fonctions. »

— Tite-Live, Histoire romaine, VIII, 18
En 263 av. J.-C., c'est de nouveau un dictateur, Cnaeus Fulvius Maximus Centumalus avec le titre de dictator clavi figendi causa, qui s'occupe de la cérémonie. Selon Tite-Live, le déroulement de cette cérémonie passe des consuls à un dictateur parce que ce dernier dispose d'un imperium de plus haut niveau (quia maius imperium erat) mais cette explication ne paraît pas suffisante pour expliquer l'apparition de telles dictatures sur les Fastes.

### Pouvoirs
Une fois désigné, le dictateur reçoit les pleins pouvoirs (imperium) en promulguant sa propre lex de imperio par l'intermédiaire des comices curiates qu'il a convoqué et qu'il préside, signe que le dictateur romain se voit octroyer un certain niveau d'auspicium par le simple fait d'avoir été désigné. Les consuls et les autres magistrats demeurent en exercice mais leurs pouvoirs lui sont subordonnés,.
L'étendue des pouvoirs du dictateur n'est cependant pas claire, les sources antiques, trop vagues sur ce sujet, ne permettent pas de s'en faire une idée précise. Les auteurs antiques, comme Tite-Live et Cicéron, reconnaissent dans les pouvoirs consulaires l'imperium et l'auspicium des rois de Rome (summum imperum). Il est difficile de croire qu'un dictateur puisse avoir des pouvoirs encore plus étendus. Toutefois, sans le préciser directement, certains passages de l'Histoire romaine de Tite-Live impliquent que le dictateur dispose de pouvoirs plus importants que la potestas royale. Selon Cicéron, dans un passage de son traité De legibus, le dictateur possède le même niveau d'imperium que les deux consuls réunis (idem iuris). Enfin, l'empereur Claude, qui s'appuie probablement sur les œuvres des auteurs précédents, évoque lui aussi des pouvoirs plus importants (ou plus efficaces selon la traduction) que ceux des consuls (imperium valentius). Selon ce principe, le dictateur recevrait un imperium absolu. Ainsi, l'imperium militiae dont il dispose est valable même à l'intérieur des limites du pomerium,. Les auteurs du Ier siècle av. J.-C. et du Ier siècle apr. J.-C. ont pu être influencés dans leurs analyses par les dictatures de Sylla puis de César qui prennent une forme inédite. En effet, ces derniers ont réinstauré cette magistrature extraordinaire qui n'avait plus été utilisée depuis plus d'un siècle. Le rôle originel de la dictature avait été oublié ou déformé et les pouvoirs octroyés ont pu être exagérés au profit des nouveaux dictateurs.

### Symboles des pouvoirs
Sous la République, les consuls sont escortés par douze licteurs porteurs des fasces, symbole de leur imperium et de leur droit de coercition capitale. Cependant, à Rome, seul un des deux consuls (consul maior) est accompagné de licteurs porteurs de fasces, l'autre est accompagné d'un accensus suivi de licteurs porteurs de faisceaux factices. Cette disposition alterne entre les consuls chaque mois (chaque jour si les deux consuls commandent la même armée hors de Rome), respectant ainsi la limite des douze fasces de l'époque royale dans le pomerium. Selon Polybe, cette limite ne concernerait pas le dictateur qui serait escorté de vingt-quatre licteurs comme si les licteurs de chaque consul lui étaient attribués, rappelant la nature royale de ses pouvoirs. Toutefois Tite-Live précise qu'une telle escorte n'apparaît qu'à l'époque de Sylla, précisant que cela n'avait jamais été vu auparavant dans Rome. Le dictateur devait donc être accompagné de douze licteurs quand il se déplace dans Rome, dans l'enceinte du pomerium (domi), mais de vingt-quatre licteurs lorsqu'il est en campagne militaire à l'extérieur de Rome (militiae). Sylla aurait alors été le premier dictateur non pas à s'entourer de vingt-quatre licteurs, mais à apparaître dans les limites du pomerium accompagné de vingt-quatre licteurs porteurs de fasces.

### Limitations des pouvoirs
Pour conserver en apparence le principe républicain de collégialité des magistratures, le dictateur romain doit obligatoirement désigner un maître de cavalerie. Il est libre de désigner la personne de son choix. Mais même si le dictateur s'adjoint un auxiliaire, le maître de cavalerie reste le subordonné du dictateur et non son égal comme le sont les consuls l'un pour l'autre et dans les faits, le principe de la collégialité s'efface provisoirement.
Selon la tradition, le droit d'appel au peuple (provocatio ad populum) qui constitue pour les magistrats ordinaires une restriction du pouvoir de coercition capitale ne s'appliquerait pas aux décisions du dictateur. De plus, aucun autre magistrat n'est en mesure de bloquer ses actions par son veto. Pour compenser ses pouvoirs quasi-illimités qui pourraient se révéler dangereux si le dictateur s'en sert pour se maintenir au pouvoir, l'exercice de la dictature ne peut excéder six mois. Cette durée pourrait correspondre à l'origine à la durée moyenne d'une campagne militaire étant donné que la dictature, d'après les sources antiques, est d'abord instituée pour répondre à une menace militaire sérieuse,. Arrivés au bout de leurs mandats, même si la mission qui leur a été confiée n'est pas remplie, le dictateur et son maître de cavalerie doivent abdiquer,.

### Évolution de la dictature

#### La dictature classique
Les auteurs antiques font remonter la création de la dictature tout à la fin du VIe siècle av. J.-C., peu après la chute des Tarquins, avec la dictature de Titus Larcius Flavus, nommé pour faire face à la menace que représentent les Sabins.
En 368 av. J.-C. apparaît dans les fastes un dictateur qualifié de seditionis sedendae et rei gerundae causa, c'est-à-dire dont la mission est de mettre un terme à la sédition et de prendre en main le gouvernement de l’État. Après 367 av. J.-C., par trois fois un dictateur en vient à faire voter une loi destinée à apaiser les tensions sociales : en 342 av. J.-C. avec le vote de la Lex Valeria militaris, en 339 av. J.-C. avec le vote de la Lex Publilia Philonis et en 286 av. J.-C. avec le vote de la Lex Hortensia à la suite de la sécession de la plèbe.
En 356 av. J.-C., un plébéien est pour la première fois nommé dictateur, ce qui provoque l'indignation des patriciens qui remettent en cause à cette occasion l'élection du consul plébéien prévue par les lois licinio-sextiennes.
La dictature est régulièrement utilisée jusqu'à la fin du IIIe siècle av. J.-C. où elle finit par tomber en désuétude. Elle n'est plus utilisée qu’exceptionnellement durant la deuxième guerre punique, Rome étant désormais à l'abri de toute menace directe. De plus, la présence permanente à Rome d'un préteur urbain permet qu'un magistrat doté de l'imperium assure la tenue des comices. Enfin, le rituel du plantage de clou tombe dans l'oubli. Après 202 av. J.-C., il n'y a plus de dictateur nommé à Rome.

#### La dictature de Sylla
En décembre 82 av. J.-C., Sylla se fait nommer dictateur par un interroi, mais pour un rôle tout à fait différent des dictateurs précédents. Ce rôle est défini par la lex Valeria, conçue et votée pour la circonstance : entreprendre une réforme en profondeur des institutions romaines. Sylla est nommé dictator legibus scribendis et rei publicae constituendae, soit « dictateur chargé de rédiger les lois et d’organiser l’État ». Sa dictature est donc très différente des précédentes car elle est sans limite de temps et se rapproche du pouvoir législatif des decemviri des années 451 à 449 av. J.-C. De plus, le consulat n'est pas suspendu durant cette dictature. Sylla abdique spontanément en 81 av. J.-C. au bout de six mois, après avoir mis en place ses réformes, étant cependant élu consul pour l'année à venir.

#### La dictature de César
Une première fois dictateur fin 49 av. J.-C. pour organiser les élections consulaires pour l'année suivante, il abdique au bout de onze jours, ayant été élu consul pour 48 av. J.-C. Pour 47 av. J.-C., Jules César s'est fait octroyer une dictature pour un an, puis pour dix ans en milieu d'année 46 av. J.-C. et enfin à vie en février 44 av. J.-C., rompant avec le principe républicain de magistrature temporaire. À sa mort, Marc Antoine promulgue la lex Antonia abrogeant la dictature et l'éliminant des magistratures romaines. Auguste ne la rétablit pas car avec l'avènement de l'Empire, la dictature perd toute raison d'être. En effet, l'empereur accumule l'imperium consulaire, la puissance tribunicienne, la charge de grand pontife et le titre de « prince du sénat ».

### Sources modernes
1. ↑  CIL XIV, 2169, CIL XIV, 2213 et CIL XIV, 4195
2. ↑  CIL X, 3913, CIL XII, 1428, CIL XII, 2121, CIL XIV, 2097, CIL XIV, 2110, CIL XIV, 2112 et CIL XIV, 2121
3. ↑  CIL XIV, 3941 et CIL XIV, 3955
4. ↑  CIL XIV, 212
5. ↑  Tite-Live, I, 23, 4 ; III, 18 ,2 ; et VI, 28, 4.
6. ↑  Denys d'Halicarnasse, V, 74, 4.
7. ↑  CIL X, 3257
8. ↑  CIL X, 5655
9. ↑  Briquel 2000, p. 156-157.
10. ↑  Rougé 1991, p. 16.
11. 1 2 3  Briquel 2000, p. 157.
12. 1 2 3 4 5 6 7  Rougé 1991, p. 34.
13. 1 2 3  Brennan 2000, p. 38.
14. ↑  Magdelain 1990, p. 579.
15. 1 2  Briquel 2000, p. 156.
16. 1 2  Brennan 2000, p. 39.
17. ↑  Hacquard, Dautry et Maisani 1991, p. 224.
18. 1 2  Brennan 2000, p. 40.
19. ↑  Brennan 2000, p. 40-41.
20. 1 2  Brennan 2000, p. 41.
21. 1 2 3  Martin, Chauvot et Cébeillac-Gervasoni 2003, p. 97.
22. 1 2  Martin, Chauvot et Cébeillac-Gervasoni 2003, p. 52.
23. ↑  Magdelain 1990.
24. ↑  Brennan 2000, p. 41-42.
25. ↑  Brennan 2000, p. 38-39.
26. ↑  Magdelain 1990, p. 580.
27. ↑  Hinard 1985, p. 223-226.

### Sources antiques
1. ↑  Cicéron, République
2. ↑  Sénèque, Lettres à Lucilius, 108, 31
3. ↑  Cicéron, De legibus, 3, 9
4. ↑  Table claudienne, 29
5. ↑  Tite-Live, Histoire romaine, VIII, 18
6. ↑  Fastes capitolins
7. ↑  Tite-Live, Histoire romaine, II, 18
8. ↑  Tite-Live, Histoire romaine, VII, 17

### Auteurs antiques
- [Tite-Live] Tite-Live, Histoire romaine (lire en ligne)
- [Denys d'Halicarnasse] Denys d'Halicarnasse, Antiquités romaines (lire en ligne)

### Auteurs modernes
- [Martin 1875] Thomas-Henri Martin, « Sur l'étymologie du mot dictator », Comptes rendus des séances de l'Académie des Inscriptions et Belles-Lettres, 4e série, vol. 19 : « Année 1875 », no 3 : « Bulletin de juillet – août – septembre »,‎ 1875, séance du 24 septembre 1875, communication no 6, p. 238-258 (DOI 10.3406/crai.1875.68248, lire en ligne [fac-similé], consulté le 26 septembre 2017).
- [Mommsen 1893] Theodor Mommsen (trad. de la 3e éd. allemande par Paul-Frédéric Girard), Le droit public romain [« Das römische Staatsrecht »], t. III, Paris, Thorin, coll. « Manuel des antiquités romaines », 1893 (réimpr. 1984), 1 vol., 387, 24 cm (OCLC 493042881, SUDOC 080643167, lire en ligne).
- Fritz Bandel, Die römischen Diktaturen, Breslau, Korn, 1910 ; réédition par L. Labruna, Naples, Jovene, 1987.
- Yann Rivière, « Le dictateur romain, un magistrat presque ordinaire », L’Histoire, 483, mai 2021. Lire en ligne : https://www.lhistoire.fr/le-dictateur-romain-un-magistrat-presque-ordinaire
- Christian-Georges Schwentzel, « Dictateur romain », Publictionnaire, 2021. Lire en ligne : http://publictionnaire.huma-num.fr/notice/dictateur-romain/
- François Hinard, Sylla, Paris, Fayard, 1985, 326 p. (ISBN 2-213-01672-0)
- Élisabeth Deniaux, Rome, de la Cité-État à l'Empire : Institutions et vie politique, Paris, Hachette, 2001, 256 p. (ISBN 2-01-017028-8)
- Georges Hacquard, J. Dautry et O. Maisani, Guide romain antique, Hachette, coll. « Roma », 1991, 224 p. (ISBN 978-2-01-000488-9)
- Jean Rougé, Les institutions romaines : De la Rome royale à la Rome chrétienne, Paris, Armand Collin, coll. « Histoire ancienne », 1991, 251 p. (ISBN 2-200-32201-1)
- Jean-Pierre Martin, Alain Chauvot et Mireille Cébeillac-Gervasoni, Histoire romaine, Paris, Armand Colin, coll. « Collection U Histoire », 2003, 473 p. (ISBN 2-200-26587-5)
- Dominique Briquel, « Les difficiles débuts de la liberté », dans François Hinard (dir.), Histoire romaine. Tome I, Des origines à Auguste, 2000, 1080 p. (ISBN 978-2-213-03194-1), p. 131-161
- André Magdelain, « Provocatio ad populum », Jus imperium auctoritas. Études de droit romain, Rome, École Française de Rome,‎ 1990, p. 567-588 (lire en ligne)
- (en) T. Corey Brennan, The Praetorship in the Roman Republic, vol. 1 et 2, Oxford, Oxford University Press, 2000, 972 p. (ISBN 0-19-511459-0)